# Reliance Industries
Reliance Industries Limited, hindi: रिलायंस इंडस्ट्रीज़ लिमिटेड, är ett indiskt multinationellt konglomerat som har verksamheter inom detaljhandel, kemikalier, petroleum, säkerhet, telekommunikation och textil på fem kontinenter världen över. De rankades 2016 som världens 106:e- och Indiens största publika bolag.
Konglomeratet grundades 1962 av kusinerna Dhirubhai Ambani och Champaklal Damani, Damani lämnade dock företaget redan tre år senare på grund av meningsskiljaktigheter med Ambani på hur företaget skulle drivas.
För 2016 hade de en omsättning på mer än ₹2,7 biljoner och i juli 2017 hade en personalstyrka på fler än en kvarts miljon anställda. Deras huvudkontor ligger i Bombay och företaget styrs och kontrolleras av miljardären Mukesh Ambani.